# 데일리모션
데일리모션(Dailymotion)은 프랑스의 비방디사가 소유한 동영상 공유 사이트이다. 데일리모션은 전 세계를 대상으로 하고 있으며, 지역 홈페이지 및 지역 콘텐츠를 다루는, 25개 언어 및 43개의 지역화된 버전으로 되어 있다.

## 역사
2005년 3월, Benjamin Bejbaum과 Olivier Poitrey는 프랑스 파리의 Poitrey 아파트의 거실에서 데일리모션 웹사이트를 설립하였다.